# Republic (RMI)
Republic is het tweede studioalbum van Radio Massacre International (RMI). RMI schoof met dit album meer richting de synthesizermuziek op. De gitaar, op het eerste album nog volop aanwezig, speelt op dit album een ondergeschikte rol. De muziek is meer richting de Virgin Years-albums van Tangerine Dream. Door onmin tussen het platenlabel en RMI is het album niet meer als hardcopy te verkrijgen, wel als download (gegevens 2011).  

## Musici
- Steve Dinsdale – synthesizers
- Duncan Goddard – synthesizers, gitaar
- Gary Houghton – basgitaar, synthesizers.

## Muziek
| Nr. | Titel             | Duur  |
| --- | ----------------- | ----- |
| 1.  | Send-off          | 21:17 |
| 2.  | Raw cane approach | 26:46 |
| 3.  | Republic          | 25:59 |